# Leyendas de la guitarra
Leyendas de la guitarra, spanska för "gitarrlegender", var en serie gitarrkonserter som anordnades den 15-19 oktober 1991 i spanska Sevilla. Konserterna, som direktsändes i 40 länder, med en publik på omkring 500 miljoner tittare, samlade flera av populärmusikens främsta gitarrartister. Var och en av de fem konsertdagarna hade olika teman. Första dagen ägnades åt blues, andra åt fusion med en hyllningskonsert till Miles Davis, tredje åt alternativ rock, fjärde åt folkrock och femte åt hårdrock.

## Bakgrund
Inför världsutställningen i Sevilla 1992 arrangerades ett flertal olika kulturevenemang och ett av dessa var Leyendas de la guitarra. Idén till gitarrfestivalen kläcktes av Tony Hollingsworth, som dessförinnan bland annat hade arrangerat Nelson Mandelas 70-årsfirande och The Wall: Live in Berlin. Festivalen var tänkt som en hyllning till den moderna gitarren, som har sitt ursprung i just Sevilla.

## Uppträdanden

### Tisdag den 15 oktober
- Albert Collins
- Robert Cray
- B.B King
- Bo Diddley
- Dave Edmunds
- Steve Cropper

### Onsdagen den 16 oktober
- George Benson
- John McLaughlin
- Larry Coryell
- Stanley Clarke
- Paco de Lucía
- Rickie Lee Jones

### Torsdagen den 17 oktober
- Miguel Bosé
- Joe Cocker
- Keith Richards
- Jack Bruce
- Phil Manzanera
- Bob Dylan
- Vicente Amigo

### Fredagen den 18 oktober
- Les Paul
- Roger Waters
- Roger McGuinn
- Richard Thompson
- Robbie Robertson

### Lördagen den 19 oktober
- Joe Walsh
- Joe Satriani
- Nuno Bettencourt
- Steve Vai
- Brian May
- Paul Rodgers
- Gary Cherone

### Övriga musiker
- Andy Fairweather-Low
- Bill Dillon
- Billy Nichols
- Bo Dollis
- Brandon Fields
- Bryan Simpson
- Charley Drayton
- China Gordon
- Chris Thompson
- Chris Stainton
- Chuck Leavell
- Cleveland Watkiss
- Cozy Powell
- David Hull
- Debby Hastings
- Dennis Chambers
- Deric Dyer
- Dominique Di Piazza
- Doreen Chanter
- Everett Harp
- Gary Mazaroppi
- George Bohanon
- Graham Broad
- Ivan Neville
- John Miles
- John Leftwich
- John David
- Katie Kissoon
- Kevin Dillon
- Larry Kimpell
- Louis Orapollo
- Maggie Ryder
- Manu Katche
- Miami Horns
- Mike Moran
- Miriam Stockley
- Monk Boudreaux
- Nathan East
- Neil Murray
- Pat Leonard
- Peter Wood
- Pino Palladino
- Ray Cooper
- Ray Brown
- Richard Cousins
- Rick Wakeman
- Sal Demandi
- Simon Phillips
- Snowy White
- Steve Jordan
- Steve Ferrone
- Terry Williams
- Tony Levin
- Trilok Gurtu